# Lauzun
Lauzun ist eine französische Gemeinde mit 731 Einwohnern (Stand 1. Januar 2022) im Département Lot-et-Garonne in der Region Nouvelle-Aquitaine. Sie gehört zum Arrondissement Marmande und zum Kanton Le Val du Dropt.
Nachbargemeinden von Lauzun sind Saint-Aubin-de-Cadelech im Norden, Lalandusse im Nordosten, Douzains im Osten, Sérignac-Péboudou im Südosten, Saint-Colomb-de-Lauzun im Süden, Bourgougnague im Südwesten, Agnac im Westen sowie Serres-et-Montguyard und Eymet im Nordwesten.

## Bevölkerungsentwicklung
| Jahr      | 1962 | 1968 | 1975 | 1982 | 1990 | 1999 | 2011 | 2018 |
| Einwohner | 1043 | 942  | 776  | 766  | 778  | 751  | 706  | 752  |

## Sehenswürdigkeiten
- Schloss Lauzun (13./17. Jahrhundert, Monument historique)
- Pfarrkirche Saint-Étienne (13./16. Jahrhundert, Monument historique)
- Kirchen in Saint-Nazaire, Saint-Macaire und Saint-Pastour de Queyssel
- Karyatiden-Haus

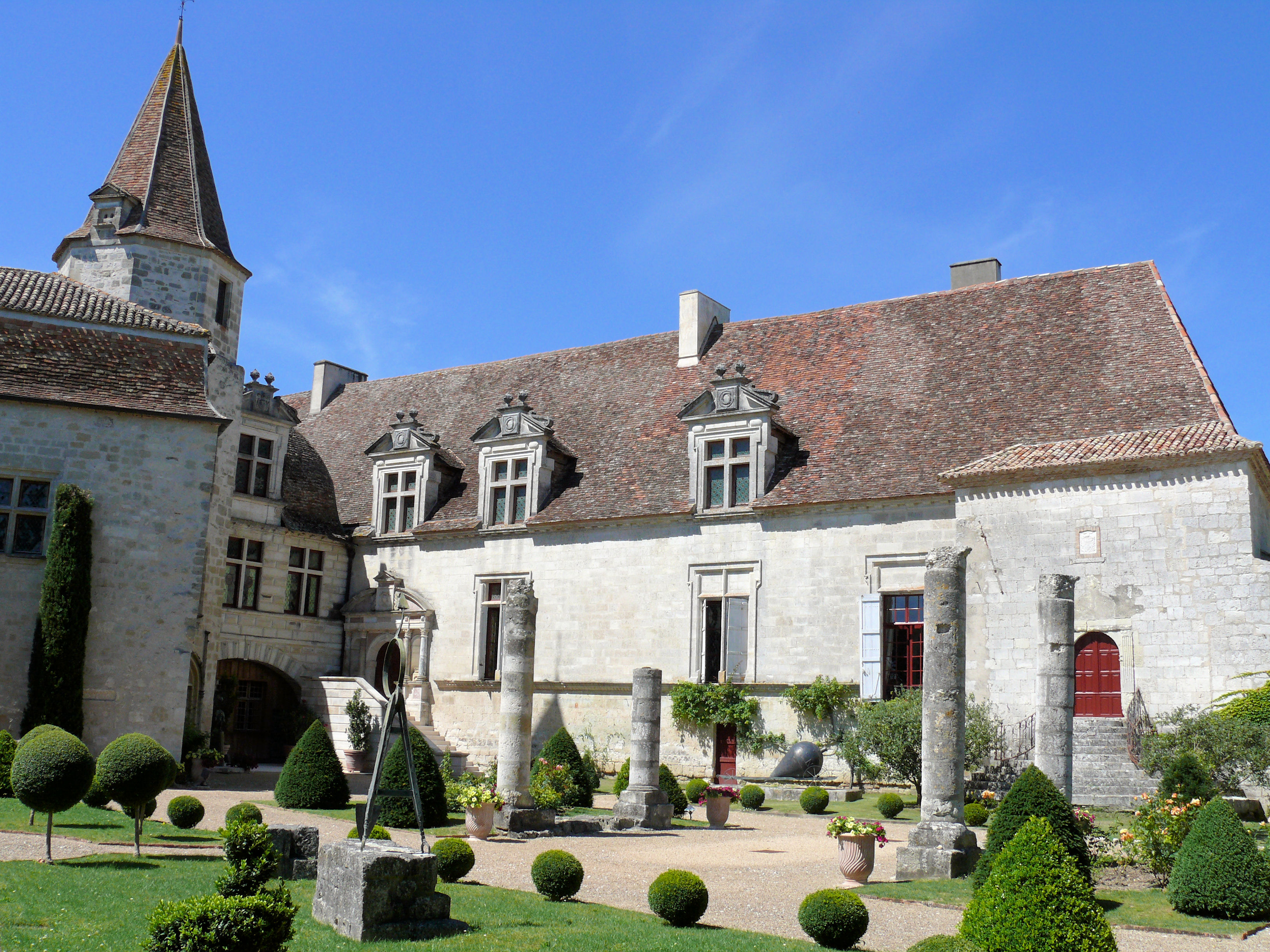
Schloss Lauzun
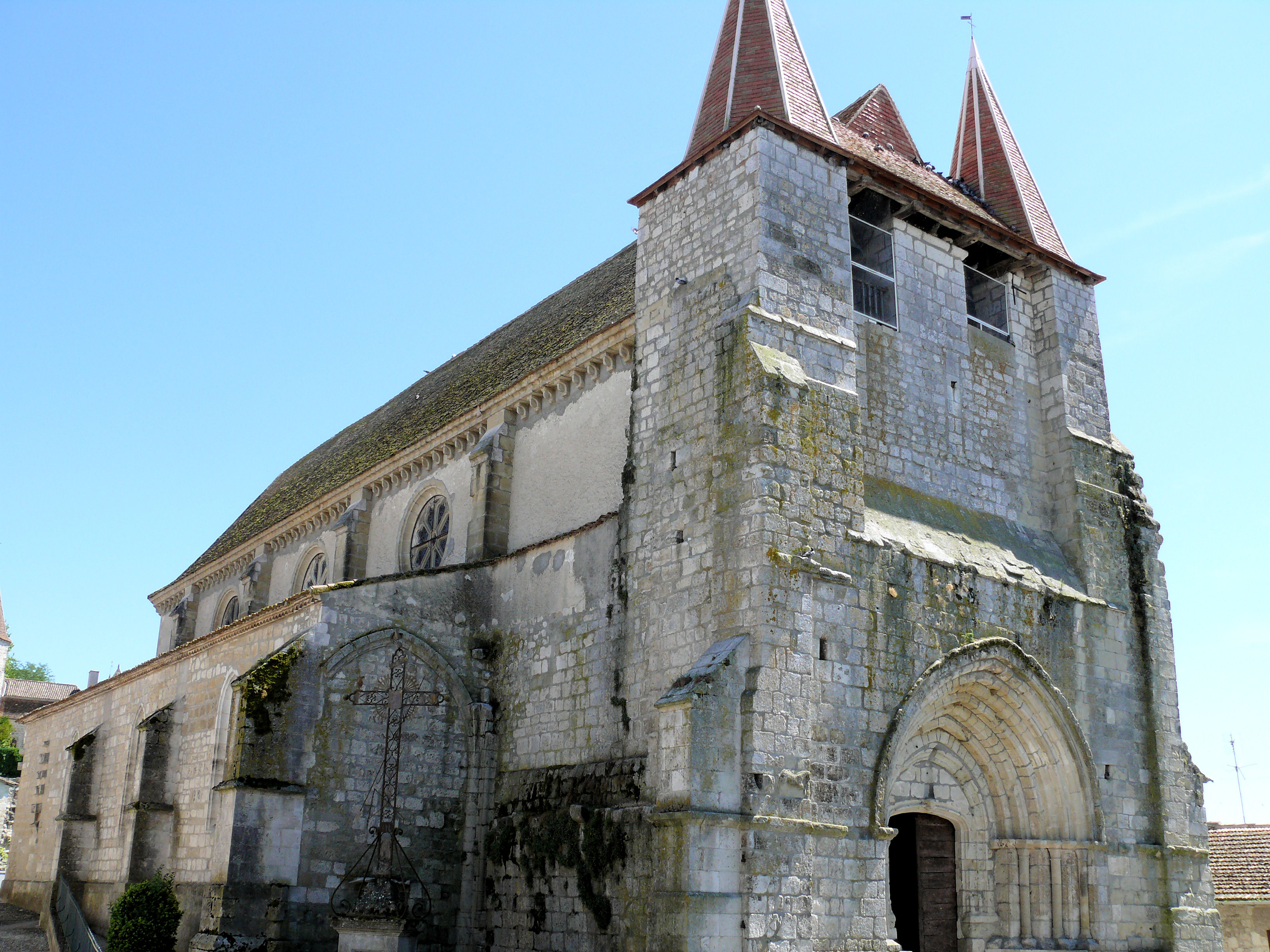
Kirche Saint-Étienne
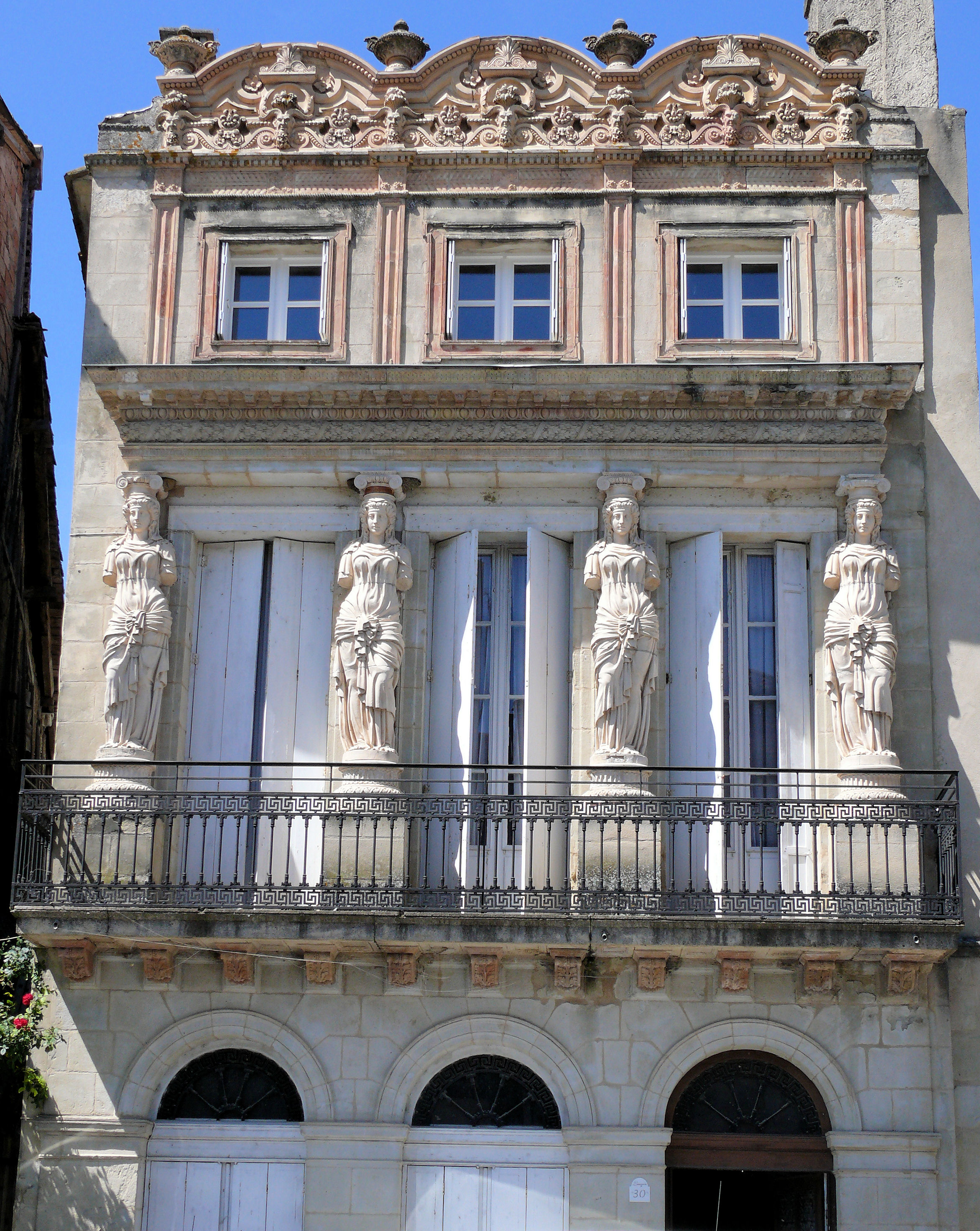
Karyatiden-Haus

## Persönlichkeiten
- Antonin Nompar de Caumont (1633–1723), 1. Duc de Lauzun
- Armand-Louis de Gontaut, duc de Biron (1747–1793), 2. Duc de Lauzun
- Pierre Boussion (1753–1828), Deputierter im Nationalkonvent